# Монголско нашествие във Волжка България
Монголско нашествие във Волжка България се осъществява от 1223 г. до 1236.

## Първа война (1223 г.)
През 1223, след победата над руските и кипчакските армии в битката при Калка, монголската армия под ръководството на Субутай и Джебей е изпратена да покори Волжка България. Дотук в историята, войските на Чингис хан са разглеждани като непобедими. Обаче през 1223 прабългарите побеждават монголците, при така наречената Овча битка. Армия, водена от волжко-българския елтебер (цар) Габдула Челбир, заедно с армиите на мордовските принцове или инязорите Пуреш и Пургаз, побеждават силите на Чингис Хан през 1223 близо до завоя на река Самара, което стасва една от първите загуби на монголците. След поредица тежки сражения, изморената монголска армия тръгва надолу по поречието на Волга. Междувременно руснаците продължават атаките си срещу Волжко-българската държава с цел да превземат богатия район.

## Втора война (1229 - 1230 г.)
През есента на 1229 г. нова тридесет хилядна монголска армия, начело с умелите военачалници Угеде и Субедей, нахлува във Волжка България. Жителите на град Саксин и куманите търсят закрила при българите. Нашествениците отново са отблъснати и принудени да се оттеглят.

## Трета война (1232 г.)
Поредният поход на монголите срещу Волжка България през късната есен на 1232 г. е спрян край неините онбранителни съоръжения, разположени по южната и югоизточната граница на страната. Саксин устоява на монголската обсада и монголите отстъпват, поради настъпващата сурова зима.

## Четвърта война (1235 - 1236 г.)
През 1235 г. в монголската столица Каракорум висшият монголски съвет (курултай) взема решение за всеобщ военен поход срещу българите, с участие на всички монголски пълководци и техните армии. Подкрепяни от военни сили и от покорените народи, монголците предприемат настъпление от южната военна граница на Волжка България. Срещу столицата Биляр е изпратен отряд, за който се твърди, че е наброявал 300 000 войни. Въпреки героичната съпротива на петдесет хилядна българска армия, през есента, след продължителна обсада, градът е завладян. След Биляр, под ударите на монголите падат други важни центрове във Волжка България - Болгар, Сувар, Джукетау и други важни градове.
След покоряването на Волжка България, монголите продължават своя завоевателен поход на запад към руските княжества.

## Преместване на населението
Оцелялото земеделско население е принудено да напусне земите. По-голямата част се заселва по поречието на река Кама и северните райони. Околността около град Казан става новият център на прабългарите. Казан и Чали стават нови главни политически и търговски центрове.
Някои градове, като Болгар и Жукотин, са възстановени, но остават главно търговски центрове и населението им, в по-голямата част, не е прабългарско.

## Въстания
След като монголците заминават, за да превземат Русия, прабългарите въстават. Монголците се връщат и потушават въстанието.

## Последствия
В средата на 14 век някои княжества на Волжка България стават по-независими и дори секат собствени монети. Някои от тези княжества дори са управлявани от прабългари. През 1420-те Кашанското княжество, под управлението на Гиасетдин, на практика става независимо от Златната орда. През 1440-те всички земи с прабългарско население стават част от Казанското ханство, което се управлява от монголските династии. Ханството също включва земите на марийците и чувашите, докато владетелите на териториите на башкирите, удмуртите и мордовците стават васали на Казан. Тези народи традиционно са били под икономическо и културно влияние от Волжка България.